# 新界區專線小巴413線
新界區專線小巴413線是一條香港新界葵青區專線小巴路線，來往青衣碼頭至瑪嘉烈醫院。

## 簡介及歷史
以往青衣島往返瑪嘉烈醫院的公共交通，分別是九龍巴士42線及新界區專線小巴407線。前者服務長康邨及長青邨，但只停荔景山路，卻不能前往醫院正門的專線小巴總站；後者服務長宏邨、長亨邨及長安邨，但須繞經葵盛圍、葵興及葵芳，而且兩線均未能服務青衣碼頭、青衣邨及宏福花園一帶。於是，運輸署提出開辧此路線，去服務九巴42線及407線小巴未能服務的青衣地方，以及只行經葵芳外圍的葵青劇院一帶便直上荔景，比407線小巴大大節省行車時間。
2020年3月1日，本線開辦。
2021年2月24日起，此線增設低地台小巴服務，逢周一至周六行走。

## 服務時間及班次
| 青衣碼頭開       | 青衣碼頭開  | 青衣碼頭開   | 瑪嘉烈醫院開     | 瑪嘉烈醫院開 | 瑪嘉烈醫院開 |
| 日期             | 服務時間    | 班次（分鐘） | 日期             | 服務時間     | 班次（分鐘） |
| ---------------- | ----------- | ------------ | ---------------- | ------------ | ------------ |
| 星期一至五       | 07:00-20:00 | 20           | 星期一至五       | 07:30-20:10  | 20           |
|                  |             |              | 星期一至五       | 20:20        |              |
| 星期六           | 07:00-20:00 | 30           | 星期六           | 07:30-20:00  | 30           |
|                  |             |              | 星期六           | 20:20        |              |
| 星期日及公眾假期 | 07:00-19:00 | 40           | 星期日及公眾假期 | 07:30-19:30  | 40           |
| 星期日及公眾假期 | 19:00-20:00 | 30           | 星期日及公眾假期 | 20:00、20:20 | 20:00、20:20 |

可供輪椅上落的低地台小巴服務時間
| 青衣碼頭開 | 青衣碼頭開  | 青衣碼頭開   | 瑪嘉烈醫院開 | 瑪嘉烈醫院開 | 瑪嘉烈醫院開 |
| 日期       | 服務時間    | 班次（分鐘） | 日期         | 服務時間     | 班次（分鐘） |
| ---------- | ----------- | ------------ | ------------ | ------------ | ------------ |
| 星期一至五 | 08:00-17:00 | 60           | 星期一至五   | 08:30-17:30  | 60           |
| 星期六     | 08:00-13:00 | 60           | 星期六       | 08:30-13:30  | 60           |

## 用車
為了方便往返瑪嘉烈醫院之乘客，招標條款規定此路線於投入服務首日起計一年內，須調配一輛可供輪椅上落的低地台公共小巴營運。營辦商指此路線使用4輛小巴提供服務，型號包括豐田Coaster16/19座位小巴及配英國EVM CITYLINE車身的平治 Sprinter 516CDI低地台小巴。
本線開辦初期由於經常吉車遊街，導致只有2輛小巴行走，間中另有一部來自308M線的支援車行走，假日更只會使用一部小巴行走，同時只由豐田Coaster提供服務。
2021年2月24日起，本線開始提供低地台公共小巴服務。

## 收費
- 全程：$7.4
  - 葵褔路往瑪嘉烈醫院：$3.8

| - 本線大小同價。 - 65歲或以上長者使用長者或個人八達通（包括「樂悠咭」），合資格殘疾人士（包括12歲以下合資格殘疾兒童）使用「殘疾人士身份」個人八達通，以及60至64歲香港居民使用「樂悠咭」繳付車資，均可享有每程$2.0或全費（以較低者為準）的票價優惠。 - 乘客可以現金或八達通於上車時付款，不設找續。 - 每位成人乘客可免費攜帶最多兩名3歲以下而不佔座位的兒童乘客乘車，超額之3歲以下小童必須繳付車費乘車。 - 學生使用學生八達通或學生個人八達通，繳付全程車費時，可享用$3.8的優惠車費；優惠期至2021年2月28日。 - 65歲或以上長者使用長者八達通或長者個人八達通，及合資格殘疾人士使用印有照片的「殘疾人士身分」個人八達通，繳付全程車費時，可享用$7的優惠車費（不論路程，在票價優惠計劃下實收$2.0）；優惠期至2022年2月28日。 - 乘客使用同一張八達通卡（學生八達通或學生個人八達通除外）於90分鐘內由專線小巴路線轉乘港鐵或由港鐵轉乘專線小巴路線，可享有$0.3 轉乘優惠。 - 65歲或以上長者使用長者八達通或長者個人八達通，每月第一個星期日可免費乘車；優惠期至2021年2月28日。 |

## 行車路線

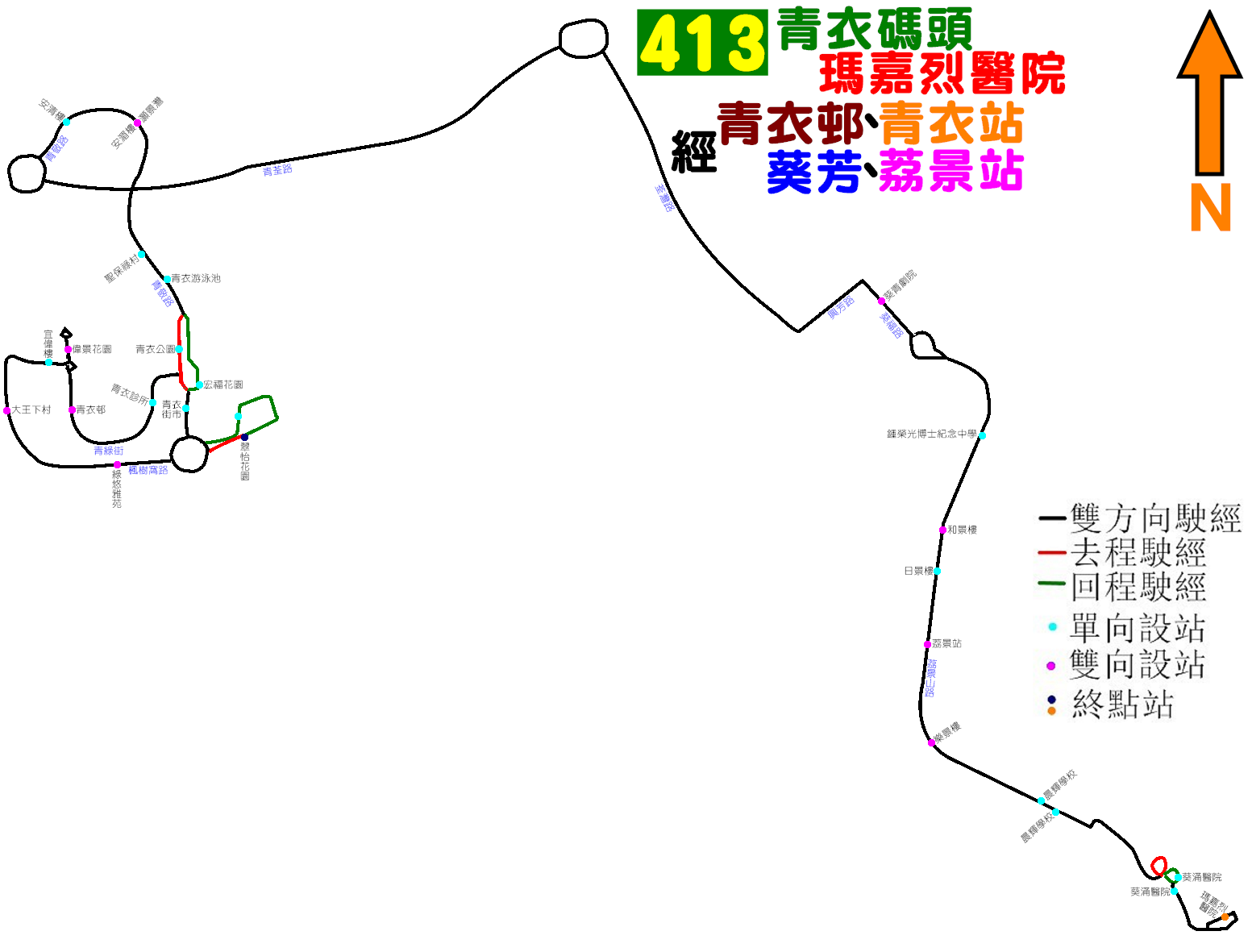
413線的走線圖

- 青衣碼頭開出：楓樹窩路、青葉街、青綠街、青敬路、担杆山交匯處、青荃路、荃青交匯處、荃灣路、興芳路、葵福路、荔景山路及瑪嘉烈醫院。
- 瑪嘉烈醫院開出：荔景山路、葵褔路、興芳路、荃灣路、荃青交匯處、青荃路、担杆山交匯處、青敬路、青綠街、青葉街、楓樹窩路及青衣碼頭。